# 蜻州丸
蜻州丸（せいしゅうまる）とは、大日本帝国陸軍が運用した特殊起重機船 (クレーン船)である。自力で航行できる機動性を活かし、要塞建設にサルベージに活躍した縁の下の力持ちである。

## 概要
ワシントン軍縮条約によって戦艦や巡洋艦などの大型艦船の保有数が制限されたことで、その時点で建造中の戦艦は開発中止になるか、標的艦・空母に改装されるなどの措置を受けることとなる。そして、それらの艦船に搭載される予定だった主砲・副砲も余剰となってしまったので、離島の沿岸砲や要塞砲に転用する運びとなった。
しかし、戦艦クラスの主砲・副砲となると、その重量は砲身のみでも100トン前後に及び、それを離島に輸送するには専用の大型起重機を搭載した船は必須だったが、当時の日本にはそのようなクレーン船はせいぜい港内を移動できる程度のモノであり、外洋を航行するのは不可能であった。
そのため、日本陸軍は新たに外洋を航行可能なクレーン船を、1925年(大正14年)に建造開始した。このクレーン船は翌年2月に完成し「蜻州丸」と名付けられた。蜻州丸は船体の前半部分が釣り上げ最大荷重150トンの主クレーン1基と、その両脇に釣り上げ最大荷重20トンの副クレーン2基が占めていた。
完成した蜻州丸は直ちに、日本各地の海岸砲台への艦載砲の輸送任務に従事した。
その後勃発した太平洋戦争では、フィリピンやシンガポールの攻略戦において使用された重砲も本船が輸送している。
また、南方で蒸気機関車 等の重量物の揚陸や、サルベージにも活躍した。
終戦時はシンガポールに在泊していたが、イギリスの管理下に移り、香港で鉄道の修復工事に参加している。最期は台風により香港近辺で沈没した。

## 諸元
- 総噸数：1,300ｔ
- 長さ：61.0ｍ
- 幅：15.3ｍ
- 深さ：5.3ｍ
- 機関：往1
- 船質：鋼
- 船種：汽船
- 船籍港：広島
- 船主：陸軍省
- 予算：要塞整理費
- 造船所：株式会社東京石川島造船所
- 装備：150ｔ起重機１基、20ｔ起重機2基
- 兵装：四十口径八糎単装砲１門
- 同型船：なし

## 要塞砲運搬
- 戦艦「鹿島」の主砲塔　　　　  　：砲塔四五口径三十糎加農 連装1基を、東京湾要塞 千代ケ崎砲台[注釈 1]へ運搬。[注釈 2]
- 戦艦「安芸」の中間砲塔　　　  　：砲塔四五口径二十五糎加農 連装2基を、東京湾要塞 三崎城ヶ島砲台へ運搬。
- 巡洋戦艦「伊吹」の前部主砲塔　  ：砲塔四五口径三十糎加農 連装1基を、津軽要塞 大間第一砲台へ運搬。
- 巡洋戦艦「伊吹」の後部主砲塔　  ：砲塔四五口径三十糎加農 連装1基を、豊予要塞 丹賀砲台へ運搬。
- 巡洋戦艦「生駒」の前部主砲塔　  ：砲塔四五口径三十糎加農 連装1基を、東京湾要塞 洲崎第一砲台へ運搬。
- 巡洋戦艦「鞍馬」の第1.第2副砲塔：砲塔四五口径二十糎加農 連装2基を、東京湾要塞 大房崎砲台へ運搬。
- 戦艦「摂津」の後部主砲塔　　　  ：砲塔五十口径三十糎加農 連装1基を、対馬要塞 龍ヶ崎第一砲台へ運搬。
- 戦艦「摂津」の前部主砲塔　　　  ：砲塔五十口径三十糎加農 連装1基を、対馬要塞 龍ヶ崎第二砲台へ運搬。
- 戦艦「土佐」の一番砲塔　　　　　：砲塔四五口径四十糎加農 連装1基を、対馬要塞 豊砲台へ運搬。
- 戦艦「土佐」の二番砲塔　　　　　：砲塔四五口径四十糎加農 連装1基を、釜山要塞 外張子嶝砲台へ運搬。
- 巡洋戦艦「赤城」の一番砲塔　　　：砲塔四五口径四十糎加農 連装1基を、壱岐要塞 黒崎砲台へ運搬。

## 沿革
- 1925年(大正14年)：起工。株式会社東京石川島造船所第385番船。
- 1926年(大正15年)
  - 2月13日：進水。命名「蜻州丸」[注釈 3]。
  - 4月30日：竣工。陸軍兵器廠に納入。陸軍運輸部にて保管。
  - 6月19日：逓信省告示第1260号。信号符字：TBQG。
- 1930年(昭和5年)
  - 5月1日：呉入港。
  - 5月1日：呉出港。
- 1932年(昭和7年) 
  - 5月31日 ：宇品入港。
  - 12月15日：逓信省告示第2295号：信号符字：JRSU（12/01より変更）。
- 1937年(昭和12年) 12月：上海。
- 1942年(昭和17年) 
  - 1月　　：香港。
  - 6月2日：シンゴラ。
  - 6月14日～19日：昭南在泊。
  - 7月2日：昭南出港。
  - 7月6日：バタビヤ入港。
  - 8月2日：バタビヤ出港。
  - 8月4日：スラバヤ入港。
  - 11月7日：スラバヤ出港。
  - 11月10日：バタビヤ入港。
  - 11月13日～11月19日：昭南在泊。
- 1943年(昭和18年) 
  - 1月14日：昭南出港。
  - 1月20日：ポートセッテンハム入港。
  - 3月2日  ：ポートセッテンハム出港。
  - 3月5日  ：昭南入港。
- 1944年(昭和19年) 
  - 7月18日：昭南出港。
  - 7月19日：リンガエン。
  - 7月20日：昭南入港。
  - 12月24日：昭南出港。
  - 12月31日：セレター入港。
- 1945年(昭和20年)
  - 1月5日：セレター出港。
  - 1月11日：昭南入港。
  - 8月15日：在 昭南。
  - 8月24日：解役。
- 1946年(昭和21年) 7月：香港において海難沈没（台風）。